# Retusa pellucida
Retusa pellucida is een slakkensoort uit de familie van de Retusidae. De wetenschappelijke naam van de soort is voor het eerst geldig gepubliceerd in 1878 door Sars G.O..